# Ольховчик (Белокалитвинский район)
Ольховчик — хутор в Белокалитвинском районе Ростовской области.
Входит в состав Краснодонецкого сельского поселения.

## География
Находится вблизи устья балки Ольховой. На хуторе имеется одна улица: Лесная. 

## Население
| 1989 | 2002 | 2010 |
| ---- | ---- | ---- |
| 8    | ↘3   | ↘0   |

## Достопримечательности
- Древнее Поселение Длинное. Относится к славянской культуре XI–XIII веков. Раскопки в поселении Длинное проводились в 2010 году.

## История
Архивов с историей хутора Ольховчик нет. По предположениям местных жителей пик населения хутора был в 1890-1920 г.г. На данный момент хутор является заброшенным.